# Tunkinskie Gol'cy
I Tunkinskie Gol'cy (in russo Тункинские Гольцы?; o Tunkinskie Alpi, Тункинские Альпы; in buriato: Түнхэнэй һарьдаг мундарганууд) o Monti della Tunka sono una catena montuosa della Russia che fa parte dei Saiani Orientali nella Siberia meridionale. Sono la parte più orientale dei Saiani Orientali. La catena si trova all'interno dei distretti Okinskij e Tunkinskij della Buriazia.

## Geografia
La catena montuosa si estende in un piccolo arco per 160 km da ovest a est sulla riva sinistra del fiume Irkut. La larghezza della cresta va dai 10 ai 25 km. Il versante meridionale digrada nella depressione di Tunka, dove scorre il piccolo fiume omonimo, affluente dell'Irkut. Gli speroni settentrionali scendono nella valle intermontana del fiume Kitoj.
Il crinale è composto da scisti e graniti cristallini. Nella parte di cresta si osserva un rilievo di tipo alpino. Le cime della cresta raggiungono i 3 000-3 300 m, il punto più alto è il picco Strel'nikov (3 284 m), Intitolato all'eroe sovietico I.I. Strel'nikov. Il dislivello tra le creste raggiunge i 2 000 metri. Nella zona subalpina c'è una taiga di conifere. Sopra i 2 000 m - tundra di montagna.

## Storia
Nella ricorrenza del 250º anniversario della nascita di G.I. Šelichov, una delle cime montuose (2 811 m) dei Tunkinskie Gol'cy ha ricevuto ufficialmente il nome Šelichov Pik, e nel luglio 1997 sulla vetta è stato eretto un cartello commemorativo.